# イワウメ
イワウメ（岩梅、学名：Diapensia lapponica L. var. obovata F.Schmidt）は、イワウメ科イワウメ属に分類される常緑の小低木の1種。高山植物。別名はフキヅメソウ、スケロクイチヤク。

## 特徴
枝は横にはい、厚い革質の葉が密生してクッション状となり、一見しただけでは木本とは思えない。葉は倒卵状のくさび形で長さ1 cm前後、幅4 mm前後。花は乳黄白色でまれに淡紅色を帯び、7-8月に枝先から伸びた長さ2 cmほどの花柄上に1個つく。合弁花であるが、平開する花冠が直径1.5 cmと小さい上に5中裂するため、花弁が5枚あるように見える。雄蘂は5個で萼は5裂する。果実の朔果はが長さ約3 mmのほぼ球形。花が薄紅色の品種は、ベニバナイワウメ（f. rosea）と呼ばれている。

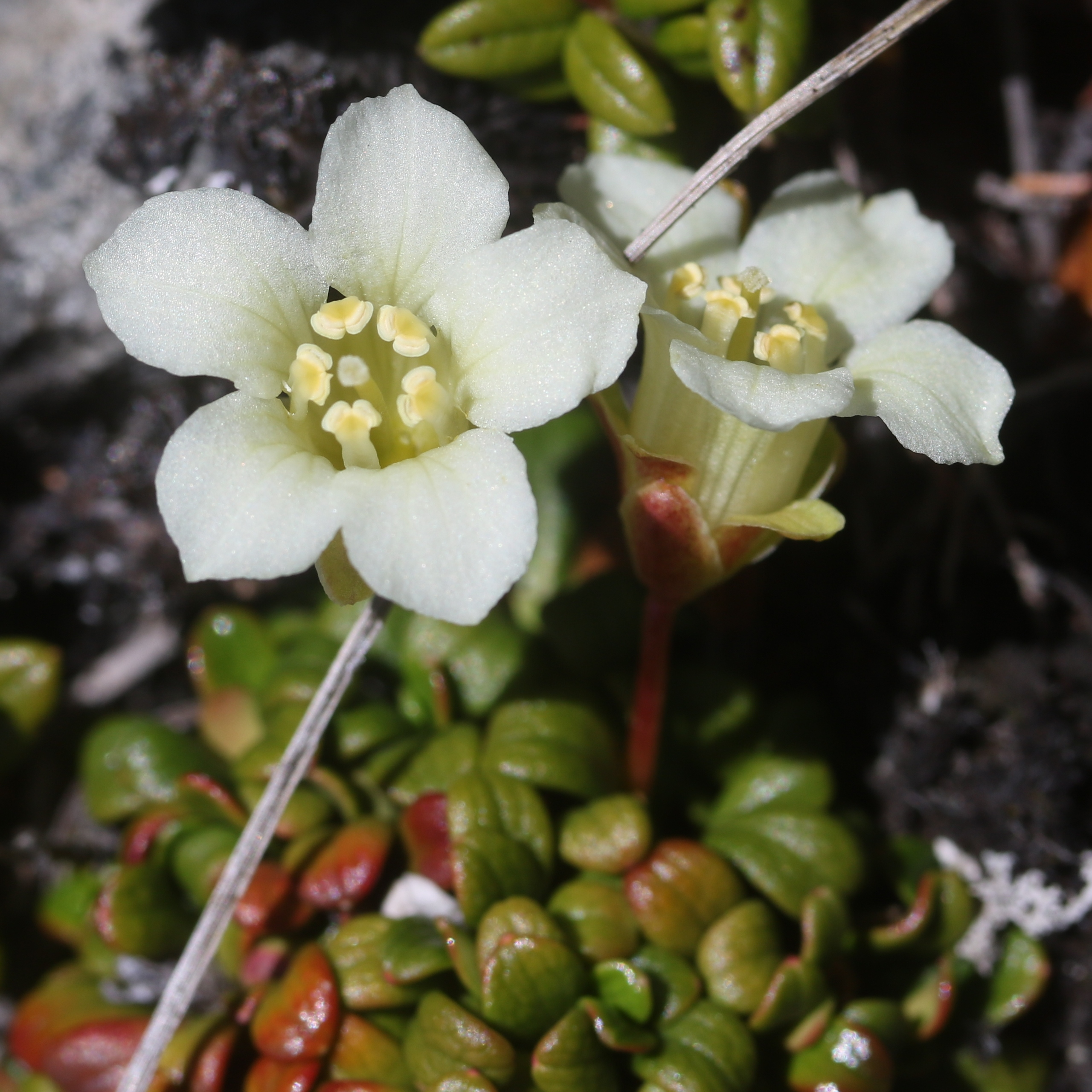
花と萼
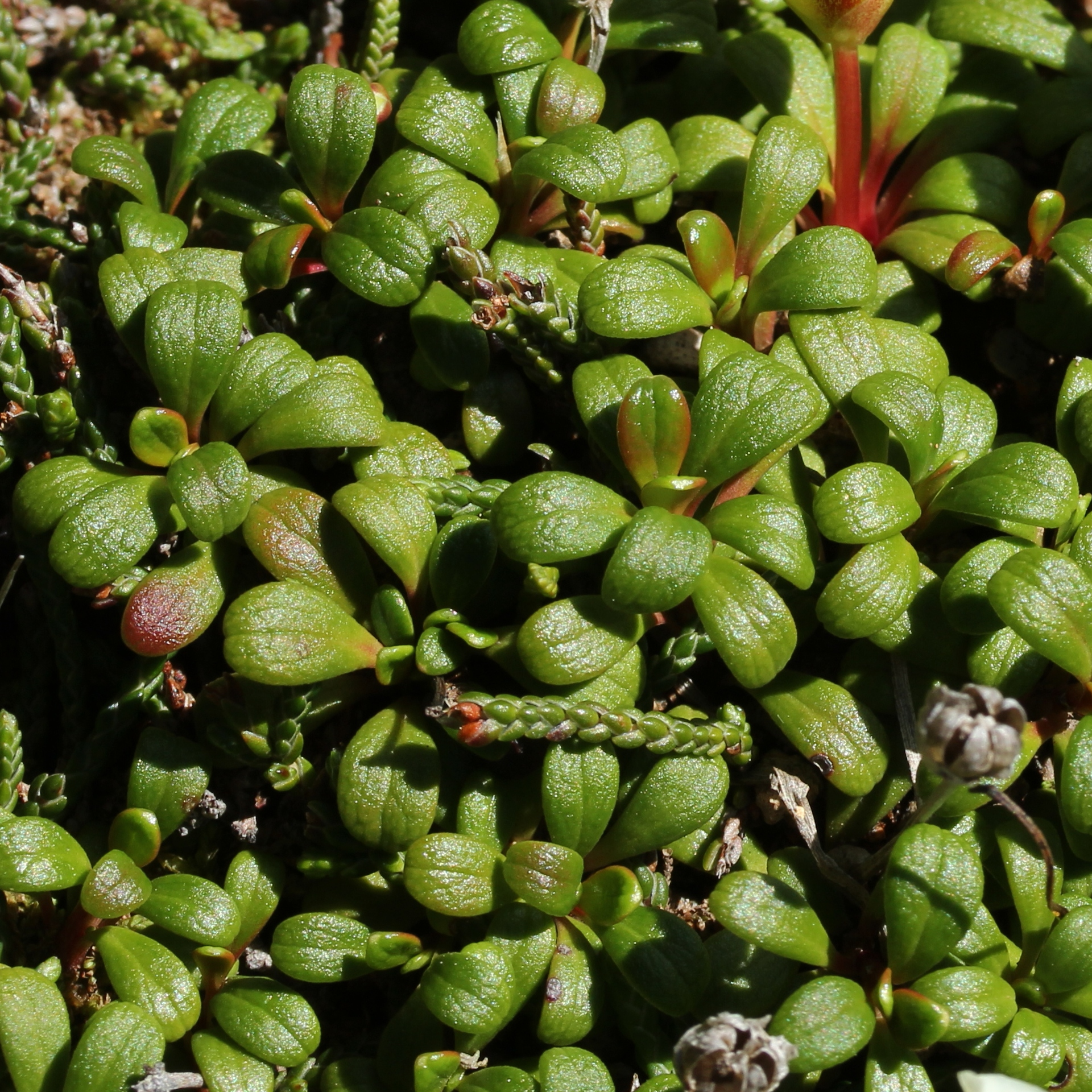
厚い革質の葉
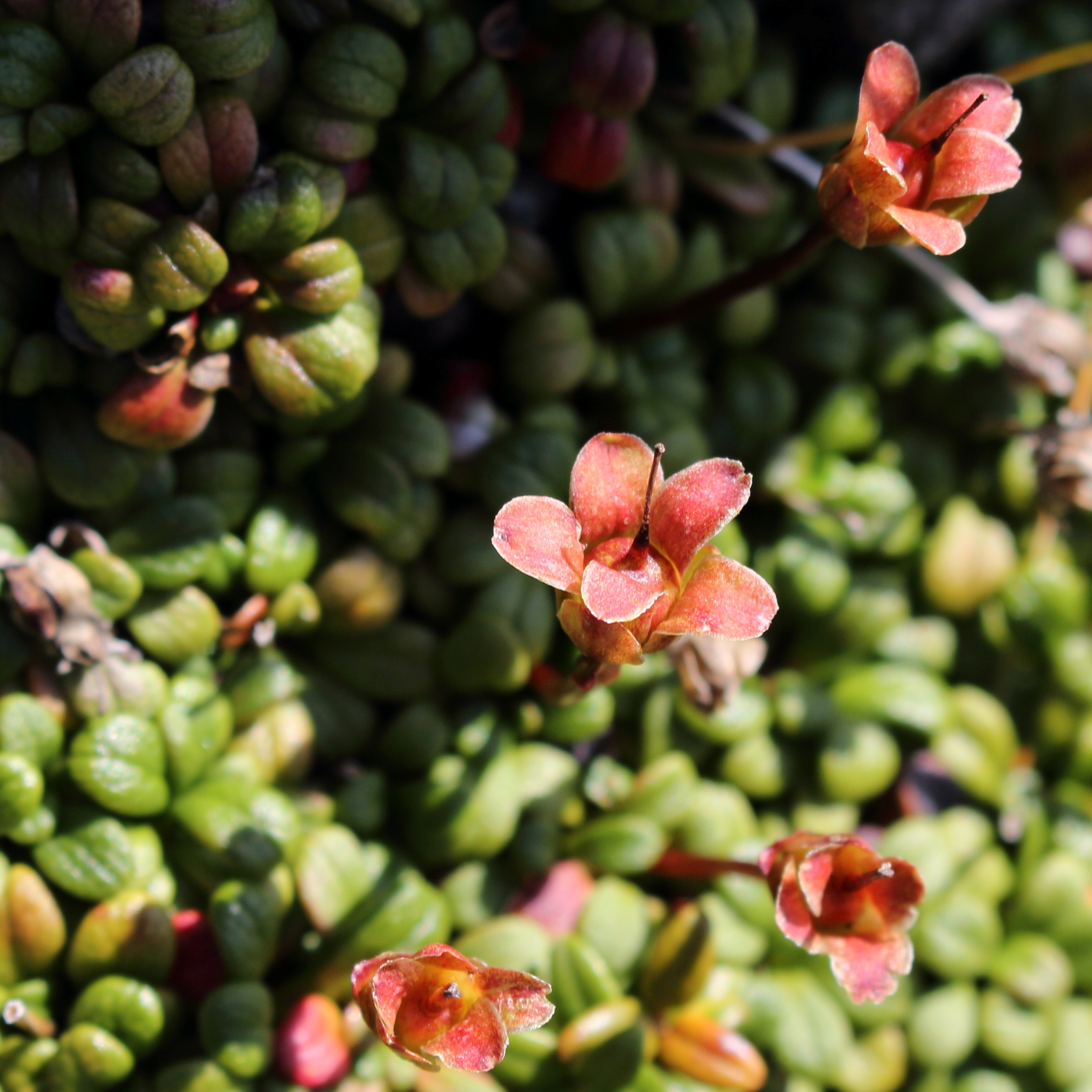
ほぼ球形の朔果

## 分布と生育環境

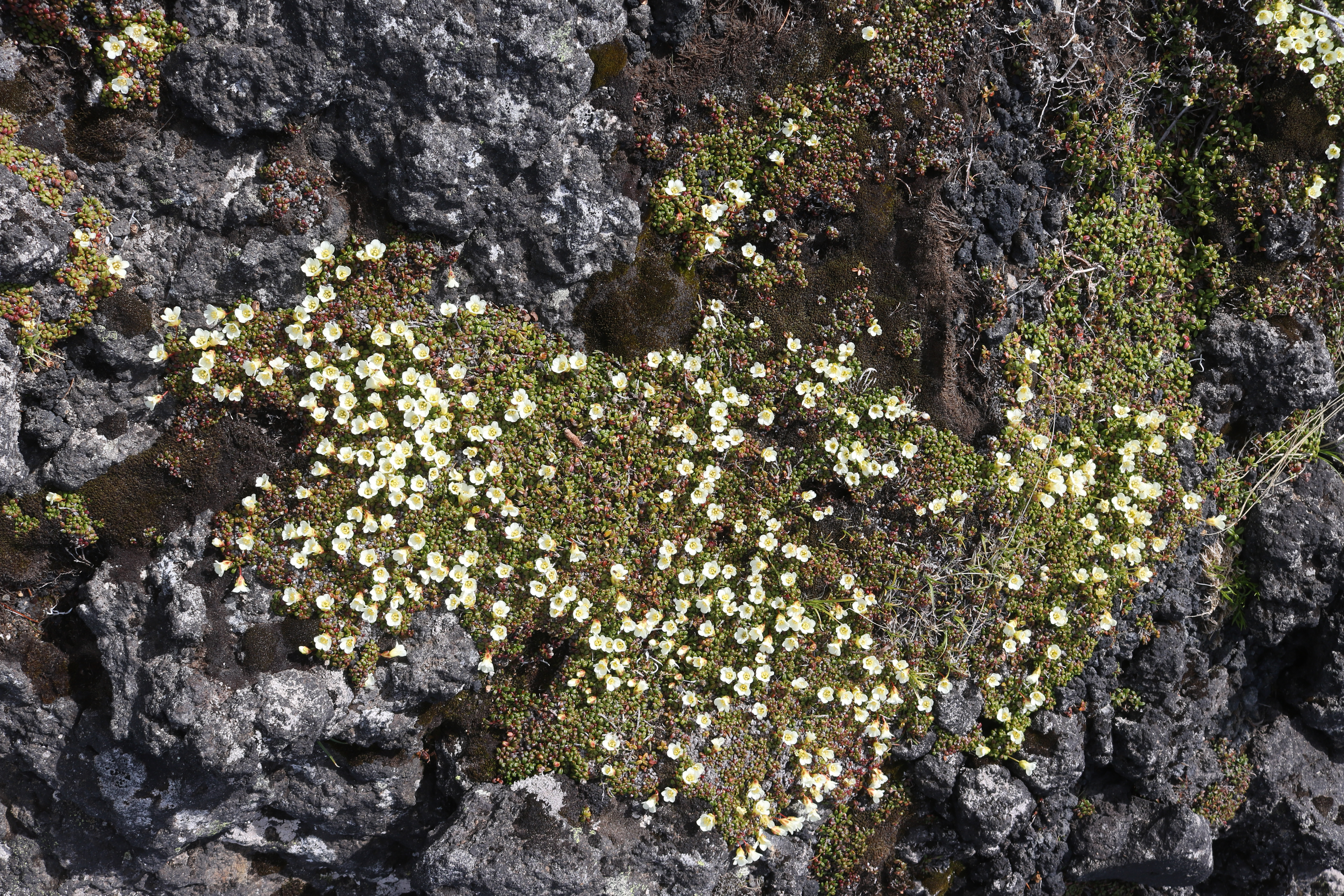
高山帯の岩礫地や岩壁に張り付くように生育する

韓国、日本、サハリン、シベリア、ウスリー及びカムチャッカに分布する。基準標本はサハリンのもの。母種のボソバイワウメ（学名：Diapensia lapponica L. subsp. lapponica）は、北半球の寒地に広く分布する。
日本では北海道から本州中部にかけての高山帯に分布し、岩礫地や岩壁に張り付くように生育する。